# Замостя (Смолевицький район)
Замо́стя (біл. Замосьце) — село в складі Смолевицького району Мінської області, Білорусь. Село підпорядковане Курганській сільській раді, розташоване в центральній частині області.